# Glee: The Music, The Power of Madonna
Glee: The Music, The Power of Madonna je první EP z amerického televizního seriálu Glee. Obsahuje osm písní z patnácté epizody první série Glee s názvem Síla Madonny, která epizodou vzdávající hold americké zpěvačce Madonně. Album vyšlo 20. dubna 2010 ve Spojených státech, Irsku a Kanadě.

## Tracklist
| Číslo skladby | Název skladby                              | Autoři skladby                                         | Původní interpret(i)                            | Délka |
| ------------- | ------------------------------------------ | ------------------------------------------------------ | ----------------------------------------------- | ----- |
| 1             | "Express Yourself"                         | Madonna, Stephen Bray                                  | Madonna                                         | 4:01  |
| 2             | "Borderline" / "Open Your Heart"           | Reggie Lucas / Madonna, Gardner Cole, Peter Rafelson   | Madonna                                         | 2:18  |
| 3             | "Vogue"                                    | Madonna, Shep Pettibone                                | Madonna                                         | 5:15  |
| 4             | "Like a Virgin" (featuring Jonathan Groff) | Billy Steinberg, Tom Kelly                             | Madonna                                         | 3:17  |
| 5             | "4 Minutes"                                | Madonna, Timbaland, Justin Timberlake, Nathaniel Hills | Madonna featuring Justin Timberlake a Timbaland | 3:11  |
| 6             | "What It Feels Like for a Girl"            | Madonna, Guy Sigsworth, David Torn                     | Madonna                                         | 4:32  |
| 7             | "Like a Prayer" (featuring Jonathan Groff) | Madonna, Patrick Leonard                               | Madonna                                         | 5:22  |

### Bonus na iTunes*
| Číslo skladby | Název skladby                           | Autoři skladby | Původní interpret(i) | Délka |
| ------------- | --------------------------------------- | -------------- | -------------------- | ----- |
| 8             | "Burning Up" (featuring Jonathan Groff) | Madonna        | Madonna              | 3:06  |

* tato skladba je bonusem na iTunes pouze ve Spojených státech a Spojeném království. V ostatních zemích je na albu jako standardní skladba.

## Interpreti
- Dianna Agron
- Chris Colfer
- Jane Lynch
- Jayma Mays
- Kevin McHale
- Lea Michele
- Cory Monteith
- Matthew Morrison
- Amber Riley
- Naya Rivera
- Mark Salling
- Jenna Ushkowitz

### Hosutující interpreti
- Jonathan Groff

## Datum vydání
| Oblast             | Datum vydání    |
| ------------------ | --------------- |
| Kanada             | 20. dubna 2010  |
| Irsko              | 20. dubna 2010  |
| Spojené státy      | 20. dubna 2010  |
| Austrálie          | 23. dubna 2010  |
| Spojené království | 26. dubna 2010  |
| Tchaj-wan          | 20. května 2010 |
| Japonsko           | 8. června 2010  |
| Brazílie           | 3. srpna 2010   |
| Německo            | 8. dubna 2011   |
| Polsko             | 13. května 2011 |